# Bannō bunka nekomusume
Bannō bunka nekomusume (万能文化猫娘?) è un manga composto da un singolo volume creato da Yuzo Takada e pubblicato su Weekly Manga Action nel dicembre 1997. La storia inizia quando il geniale inventore Kyusaku Natsume trapianta il cervello di un gatto trovato da suo figlio Ryunosuke alla vigilia di Natale in un'androide d'aspetto femminile che ha creato e successivamente rubato dal suo precedente datore di lavoro, Mishima Heavy Industries (in mano alla moglie separata e madre di Ryunosuke, Akiko Natsume). Il risultato, Nuku Nuku (conosciuta anche come Atsuko Natsume) è una nekomusume. 
La licenza inglese del manga è stata acquistata dalla ADV Manga e il manga quindi pubblicato in volume singolo il 24 agosto 2004. La licenza non è stata acquistata in Italia.
Bannō bunka nekomusume è stato adattato in due serie OAV e una serie televisiva anime. Tutti e tre gli adattamenti sono stati inoltre acquistati in Nord America dalla ADV Films. Una precedente versione in inglese degli OAV era disponibile nel Regno Unito su VHS con forti accenti regionali, ma è da tempo fuori produzione. In Italia è arrivata solamente la prima serie OAV, pubblicata in tre VHS uscite tra il 1998 e il 1999 per conto di Dynamic Italia e con il titolo Nuku Nuku, l'invincibile ragazza gatto.

## Trama
La trama si concentra generalmente sulla battaglia per la custodia di Kyusaku e i tentativi di Akiko e delle Mishima Heavy Industries di impadronirsi del corpo di Nuku Nuku, che spesso implicano battaglie brillantemente apocalittiche tra Nuku Nuku e le macchine militari prodotte dalla Mishima Heavy Industries. Due episodi riguardano inoltre la guerra a senso unico tra Nuku Nuku e un altro androide di nome Eimi, che soffre di un complesso di inferiorità e invidia il design più stabile di Nuku Nuku nonostante prodotta in precedenza, e che cerca di trasferire il proprio programma dentro Nuku per scartare il suo corpo, che chiama 'pezzo di latta'. Nonostante Eimi sia emotivamente instabile, entrambe le battaglie finiscono in parità.

## Personaggi
Atsuko 'Nuku Nuku' Natsume
Doppiata da Megumi Hayashibara (ed. giapponese), Perla Liberatori (ed. italiana)
Protagonista indiscussa della serie, Nuku Nuku all'inizio è soltanto un gatto randagio su cui inciampa Ryunosuke mentre è in fuga con suo padre Kyusaku, dopo aver rubato un prototipo di androide disegnato dallo stesso Kyusaku ma che potrebbe essere usato per scopi malvagi. Ryu decide di tenere il gatto, ma questo rimane ferito mortalmente. In un momento di lucidità, Kyusaku mette il cervello del gatto morente nell'androide, dando a questo l'intelletto ed i sentimenti del felino.
Nuku Nuku considera Ryu suo fratello ed Akiko e Kyusaku i suoi genitori, benché sia pienamente cosciente delle proprie origini. Quasi indistruttibile, diventa una specie di guardia del corpo per Ryu, benché sia molto ingenua ed infantile, e si faccia facilmente distrarre dalle cose che interessano i gatti.
Ryunosuke Natsume
Doppiato da Kazue Ikura (ed. giapponese), Stefano de Filippis (ed. italiana)
Figlio di uno scienziato geniale, ma piuttosto svampito e della iperprotettiva amministratrice delegata di una importante azienda produttrice di armi, Ryu è un ragazzo molto tranquillo che desidererebbe avere una vita normale. È lui che ha trovato e salvato la vita di Nuku Nuku, a cui vuole bene come ad una sorella.
Kyusaku Natsume
Doppiato da Akira Kamiya (ed. giapponese), Angelo Maggi (ed. italiana)
Scienziato brillante, ma alquanto eccentrico, ha creato un prototipo di androide, finanziandolo con i proventi della società per la produzione di armi gestita dalla moglie. Tuttavia, resosi conto che il suo androide potrebbe essere utilizzato come arma, ha deciso di portarlo via alla moglie, con cui comunque sembra vivere una situazione di separazione di fatto.
Akiko Natsume
Doppiata da Saeko Shimazu (ed. giapponese), Laura Boccanera (ed. italiana)
CEO della più grande azienda giapponese produttrice di armi, Akiko è una madre iperprotettiva e assillante nei confronti di Ryunosuke, che vorrebbe togliere dalla custodia del marito. È inoltre fortemente interessata a "prendere" Nuku Nuku per studiarla e produrla in massa come arma. Per tentare di raggiungere i suoi obiettivi spesso incarica le sue dipendenti Arisa e Kyouko.
Arisa Sono e Kyouko Ariyoshi
Doppiate da Aya Hisakawa e Akiko Hiramatsu (ed. giapponese), Antonella Baldini e Ilaria Latini (ed. italiana)
Fedelissime seguaci di Akiko, sono spesso occupate a portare a termine i piani della loro padrona per rapire Nuku Nuku, benché la maggior parte delle volte non solo non riescano nell'intento ma finiscono violentemente respinte dall'androide.
Eimi Yoshikawa
Doppiata da Mika Kanai
Androide costruito sulle fattezze della nipote deceduta del mentore di Kyusaku Natsume, Eimi è fisicamente ed emotivamente molto instabile. Apparentemente dell'età di Ryu, l'attivazione di Eimi ha creato un'esplosione in cui è morto suo nonno, lasciandola come proprietà della compagnia di Akiko. Traumatizzata ed instabile, l'unico obiettivo di Eimi è catturare Nuku Nuku a qualunque costo, per prendere il suo corpo, molto più stabile. Nutre dei sentimenti per Ryu, ma tende a ritenerli secondari rispetto al suo scopo principale.

## Media

### Manga
Il manga è pubblicato in lingua inglese dalla ADV Manga sotto il titolo All Purpose Cultural Cat Girl Nuku Nuku. È stato creato da Yuzo Takada e originariamente conteneva tre capitoli che si concentravano sullo sforzo di Nuku Nuku di essere umana dopo che il suo cervello era stato trasferito in un androide.

### Anime
Cat Girl Nuku Nuku è stato adattato in due serie OAV e una serie anime televisiva. Il primo adattamento OAV, All Purpose Cultural Cat Girl Nuku Nuku, è stato diretto da Yoshio Ishiwata e pubblicato in Giappone come sei episodi singoli su VHS e Laserdisc nel 1992.
L'adattamento completo televisivo Nuku Nuku, dalla durata di dodici episodi, è stato diretto da Yoshitaka Fujimoto. La prima puntata è stata trasmessa il 7 gennaio 1998, ed è durato fino al 25 marzo 1998. La serie introduce nuovi personaggi e attua diversi cambiamenti alla trama del manga.
Il terzo adattamento è una serie OAV di 12 episodi chiamata All Purpose Cultural Cat Girl Nuku Nuku DASH! e diretta anch'essa da Yoshitaka Fujimoto. È stata pubblicata in DVD in tre volumi dal 23 settembre al 23 dicembre 1998.
Tutti gli adattamenti sono stati acquisiti nel Nord America dalla ADV Films. Una precedente versione in inglese degli OAV era disponibile nel Regno Unito su VHS con forti accenti regionali, ma è da tempo fuori produzione. In Italia è arrivata solamente la prima serie OAV, pubblicata in tre VHS uscite tra il 1998 e il 1999 per conto di Dynamic Italia.

#### Episodi OAVBannō bunka nekomusume
| Nº | Titolo italiano | In onda    | In onda |
| Nº | Titolo italiano | Giapponese |         |
| 1  | Phase-01        | 1992       |         |
| 2  | Phase-02        | 1992       |         |
| 3  | Phase-03        | 1992       |         |
| 4  | Phase-04        | 1992       |         |
| 5  | Phase-05        | 1992       |         |
| 6  | Phase-06        | 1992       |         |

#### Episodi serieNuku Nuku
| Nº         | Giapponese 「Kanji」 - Rōmaji                                                                                               | In onda          | In onda |
| Nº         | Giapponese 「Kanji」 - Rōmaji                                                                                               | Giapponese       |         |
| 1          | 「ヌクヌク登場!地球の平和を守り抜け!?」 - Nukunuku tōjō! chikyū no heiwa wo mamori nuke!?                                   | 7 gennaio 1998   |         |
| 2          | 「ヌクヌク対古代遺跡!伝説の巨神あらわる！」 - Nukunuku tsui kodai iseki! densetsu no kyojin arawaru!                        | 14 gennaio 1998  |         |
| 3          | 「ヌクヌクの料理教室!ノンちゃんラブアタック作戦！」 - Nukunuku no ryōrikyōshitsu! non chan rabuatakku sakusen!              | 21 gennaio 1998  |         |
| 4          | 「ヌクヌク熱唱!家族対抗歌合戦！」 - Nukunuku nesshō! kazoku taikō uta kassen!                                               | 28 gennaio 1998  |         |
| 5          | 「ヌクヌク感動!二葉ちゃんの初恋」 - Nukunuku kandō! futaba channo hatsukoi                                                  | 4 febbraio 1998  |         |
| 6          | 「ヌクヌク真夏のバトル!エスパー少女隊の罠！」 - Nukunuku manatsu no batoru! esupa shōjo tai no wana!                        | 11 febbraio 1998 |         |
| 7          | 「ヌクヌク時をこえて!プロポーズは盆踊り！」 - Nukunuku toki wokoete! puropozu ha bon'odori!                                 | 18 febbraio 1998 |         |
| 8          | 「ヌクヌクと宇宙の神秘!謎の生命体ミチミチとの遭遇！」 - Nukunuku to uchū no shinpi! nazo no seimeitai michimichi tono sōgū! | 25 febbraio 1998 |         |
| 9          | 「ヌクヌク走る!大運動会、ああそうかい！」 - Nukunuku hashiru! daiun dō kai, aasōkai!                                        | 4 marzo 1998     |         |
| 10         | 「ヌクヌクと龍之介!とってもワニな夜だった」 - Nukunuku to ryūnosuke! tottemo wani na yoru datta                             | 11 marzo 1998    |         |
| Speciale 1 | 「ヌクヌク放浪!?あけまして捨てられました」 - Nukunuku hōrō!? akemashite sute raremashita                                    | non trasmesso    |         |
| Speciale 2 | 「恋するヌクヌク!バレンタインは誰んためン」 - Koisuru nukunuku! barentain ha dare ntame n                                   | non trasmesso    |         |
| 11         | 「ヌクヌク青春日記!万能文化ミュージカル！」 - Nukunuku seishun nikki! bannō bunka myujikaru!                                | 18 marzo 1998    |         |
| 12         | 「ヌクヌクよ永遠に!君の笑顔を忘れない！」 - Nukunuku yo eien ni! kun no egao wo wasure nai!                                 | 25 marzo 1998    |         |

#### Episodi OAVBannou Bunka Neko-Musume DASH!
| Nº | Giapponese 「Kanji」 - Rōmaji                              | In onda           | In onda |
| Nº | Giapponese 「Kanji」 - Rōmaji                              | Giapponese        |         |
| 1  | 「幸せは春風と共に」 - Shiawase ha harukaze to tomoni      | 23 settembre 1998 |         |
| 2  | 「真夜中の猫たち」 - Mayonaka no neko tachi                | -                 |         |
| 3  | 「近くて遠い二人の距離」 - Chikaku te tooi futari no kyori | -                 |         |
| 4  | 「晶子さんの憂うつ」 - Akiko sanno ureu tsu                | -                 |         |
| 5  | 「ヌクヌクのデート」 - Nukunuku no deto                    | -                 |         |
| 6  | 「ハート＆ソウル」 - Hato & sōru                           | -                 |         |
| 7  | 「少女・優子」 - Shōjo. yūko                               | -                 |         |
| 8  | 「人と機械を繋ぐモノ」 - Nin to kikai wo tsunagu mono      | -                 |         |
| 9  | 「邂逅の果てに」 - Kaikō no hate ni                        | -                 |         |
| 10 | 「鈴の音、遠い音」 - Suzu no oto, tooi oto                 | -                 |         |
| 11 | 「破滅の予感」 - Hametsu no yokan                          | -                 |         |
| 12 | 「さらばヌクヌク」 - Saraba nukunuku                       | 23 dicembre 1998  |         |

#### Colonna sonora
Sigle di apertura
- Watashi ni Happy Birthday cantata da Megumi Hayashibara (OAV)
- Yume Hurry Up cantata da Megumi Hayashibara (OAV)
- A House Cat cantata da Megumi Hayashibara (Dash)
- Fine Colorday cantata da Megumi Hayashibara (TV)

Sigle di chiusura
- Haruneko fushigi tsukiyo -oshiete Happiness- cantata da Megumi Hayashibara (OAV)
- Harikitte Trying! cantata da Megumi Hayashibara (OAV)
- Shiawase wa Chiisana Tsumikasane cantata da Megumi Hayashibara (Dash)
- Oyasuminasai Ashita wa Ohayou cantata da Megumi Hayashibara (TV)